# Бойкович, Наташа
Наташа Бойкович (серб. Наташа Бојковић / Nataša Bojković; род. 3 сентября 1971, Белград) — сербская шахматистка, международный мастер (2007) и гроссмейстер (1991) среди женщин. Тренер.
Победитель чемпионата мира среди девушек 1991 года.
Четырёхкратный победитель чемпионата Союзной республики Югославии среди женщин (1995—1998).
В составе сборных Югославии и Сербии участница 11 Олимпиад (1990 — за 2-ю сборную Югославии, 1994—2004 — за Югославию, 2008—2014 — за Сербию) и 9 командных чемпионатов Европы (1992, 1999—2005 — за Югославию, 2007—2013 — за Сербию). На 3-м командном чемпионате Европы команда заняла 2-е место.